# NGC 4068
NGC 4068 (другие обозначения — IC 757, UGC 7047, MCG 9-20-79, ZWG 269.31, PGC 38148) — галактика в созвездии Большая Медведица.
Этот объект входит в число перечисленных в оригинальной редакции «Нового общего каталога».
Является бедной металлами карликовой галактикой. В NGC 4068 был обнаружен звездоподобный объект с необычной эмиссионной линией в спектре.